# Vardeborg
Vardeborg er en dansk spejderlejr. Den ligger i en gryde ved Vejers Strand og er en af FDF´s ældste sommerlejre, bygget i 1920. Den ejes i fællesskab af FDF Varde og FDF Esbjerg 1. Sædding.
Vardeborg er beliggende i et fredet klitområde kun 100 m fra en af Danmarks bedste badestrande med mange sommerhuse i området.
Vardeborg blev bygget 1920, men under besættelsen tog tyskerne Vardeborg i besiddelse. De efterlod imidlertid stedet i dårlig stand. I 1950'erne var Vardeborg lidt forældet, med et lille hus som latrin, her kom natmanden for at tømme latrinerne. Vardeborg bestod dengang af en lang bygning, med sovesal for drengene, i den anden ende boede "tanterne" og lederne. Midt i var spisesal med køkken.
November 1964 begyndte en renovering og en sidebygning blev opført med toiletter, opholdsstue, samt køjepladser.
Vardeborg var senere ved at forfalde og blev forlangt renoveret eller fjernet. Man havde ingen penge, men FDF Esbjerg 1. Sædding kom ind i billedet med penge, og der blev skabt et fælleseje. Vardeborg blev i 1978 genopbygget og fremstår nu som en moderne helårslejr.